# 自己組織化ロボット
自己組織化ロボット（じこそしきかロボット、英語: self-reconfiguring modular robot）とは、自己組織化の能力を備えるロボットである。
センサー、マイクロコントローラーを備えたロボットが互いに結合することで目的に応じた機能を発揮する。構想自体は以前からあったが、近年、マイクロコントローラやMEMSセンサーの発達により現実味を帯びてきた。各国で開発が進められている。自己修復機能など、さまざまな用途への応用が期待される。
個々のロボットが通信して相互連携により全体的な組織を構成する。